# بوبول
بوبول مجموعه داستان‌هایی طنز به قلم ایرج پزشکزاد است. این داستان‌ها در آغاز، به‌طور پراکنده در سالهای ۱۳۳۳ و ۱۳۳۴ در نشریات تهران چاپ شد و سرانجام در سال ۱۳۳۸ به صورت یک کتاب به‌دست انتشارات نیل چاپ گردید.

## فهرست
- بوبول؛
- شوشوجان؛
- رودل کامی؛
- موشی؛
- فرهاد بی‌بنیاد؛
- «نسل» بیچاره؛
- اولین گفتگوی آدم و حوا؛
- انگور؛
- ورزش سوئدی؛
- خاخا؛
- سواد انگلیسی؛
- مرتاض هی‌هندی‌هه؛
- مموش؛
- سبیل منوچ؛
- آخرین آرزو؛
- هدیهٔ فرشتگان؛
- آرتیست‌بازی؛
- زبان پلوخوری؛
- اسم رمانتیک؛
- ننگ بی‌پولی؛
- لولو عینکی؛
- بخارات و مضرات.